# Protolophidae
Los protolófidos (Protolophidae) son una familia de Opiliones del suborden Eupnoi que comprende a un solo género con 8 especies endémicas de Norteamérica. El grupo fue descrito por Banks como la tribu Protolophini de la familia Phalangiidae, Crawford en 1992 ya había recalcado el hecho de que el grupo justificaba una familia para luego Cokendolphen & Lee en 1993 la recononocieran como familia con solo una subfamilia, Protolophinae, monogenérica

## Morfología
Los machos son levemente más pequeños que las hembras, 4 a 6 milímetros frente a 6 a 8 milímetros. Los 5 primeros segmentos del dorso están fusionados llevando por lo general cada uno un par de lomas. El fémur y la tibia carecen de pseudoarticulaciones o nódulos. Poseen la coraza esclerotizada.

## Especies
- Protolophus Banks, 1893

- Protolophus cockerelli C.J.Goodnight & M.L.Goodnight, 1942 California
- Protolophus differens C.J.Goodnight & M.L.Goodnight, 1942 Arizona
- Protolophus dixiensis Chamberlin, 1925 Utah (Redescrito por C.J.Goodnight & M.L.Goodnight, 1942)
- Protolophus longipes Schenkel, 1951 (Descrito por Cokendolpher, 1980)
- Protolophus niger C.J.Goodnight & M.L.Goodnight, 1942 Oregón
- Protolophus rossi C.J.Goodnight & M.L.Goodnight, 1943 California
- Protolophus singularis Banks, 1893 California
- Protolophus tuberculatus Banks, 1893 California y Texas (Tipo designado por Roewer, 1910)